# كارل إرنست
كارل إرنست (بالألمانية: Karl Ernst)‏ هو سياسي ألماني، ولد في 1 سبتمبر 1904 في ألمانيا، وتوفي في 30 يونيو 1934 في ليشترفيلد في ألمانيا بسبب إعدام رميا بالرصاص. حزبياً، نشط في الحزب النازي. وقد انتخب عضو مجلس النواب الألماني من ألمانيا النازية وانتخب عضو مجلس النواب الألماني للجمهورية فايمار.